# Мирный (Жирновский район)
Мирный — посёлок в Жирновском районе Волгоградской области России, в составе Алёшниковского сельского поселения.
Население — 57 (2010)

## Физико-географическая характеристика
Посёлок расположен на северо-востоке Жирновского района, в лесостепи, в пределах Приволжской возвышенности, являющейся частью Восточно-Европейской равнины, в балке, относящейся к бассейну реки Перевозинка. Рельеф местности — холмисто-равнинный, сильно пересечённый балками и оврагами. Почвы — чернозёмы южные и остаточно-карбонатные. Высота центра населённого пункта — 207 метров над уровнем моря.
Расположен в 13 км к западу от административного центра сельского поселения села Новинка.

## История
Первоначально был известен как хутор Гуккерталь. Дата основания не установлена. Назван по колонии Гукк.
По данным переписи населения 1926 года хутор Гуккерталь принадлежал к Ней-Бальцерскому сельсовету Франкского кантона АССР НП. Хутор был населён исключительно немцами и насчитывал 21 домохозяйство с населением — 154 человек. В 1931 году в хуторе был организован совхоз № 593 «Коммунист» Немсвиноводтреста, имевший на 1 января 1933 года среднесписочное число рабочих — 112 чел., тракторов — 7 шт., свиноматок — 352 головы. Общий земельный фонд совхоза составлял 9,16 тысяч га, из них посевная площадь в 1932 года — 1,2 тыс. га.
28 августа 1941 года был издан Указ Президиума ВС СССР о переселении немцев, проживающих в районах Поволжья. Немецкое население было депортировано. После ликвидации АССР немцев Поволжья хутор, как и другие населённые пункты Франкского кантона, был передан Сталинградской области.
В 1962 г. указом Президиума Верховного Совета РСФСР поселок фермы № 7 совхоза «Алешниковский» переименован в Мирный.

## Население
Динамика численности населения по годам:
| 1987 | 2002 |
| ---- | ---- |
| ≈100 | 68   |

| 1926 | 2010 |
| ---- | ---- |
| 154  | ↘57  |